# Efferia rufina
Efferia rufina är en tvåvingeart som först beskrevs av Christian Rudolph Wilhelm Wiedemann 1819.  Efferia rufina ingår i släktet Efferia och familjen rovflugor. Inga underarter finns listade i Catalogue of Life.